# الاسترجاع الزمني في الرواية
الاسترجاع الزمني في الرواية  أو الاستذكار الزمني في الرواية هي من المفارقات الزمنية الأكثر حضورًا في النص الروائي، حيث تعد ذاكرة النص.
نشأت تقنية الاسترجاع مع الملاحم القديمة، وأنماط الحكي الكلاسيكي، وتطورت بتطورها حتى انتقلت إلى الأعمال الروائية الحديثة، التي بقيت وفيّة لهذا التقليد السردي وحافظت عليه، فباتت مصدر أساسي في كتابة الأعمال الروائيّة.

## تعريف الاسترجاع
هو أن يعمد الراوي بقطع زمن السرد الحاضر؛ ليستدعي الماضي ويوظفة في الحاضر السردي، فيصبح جزءًا من نسيجه، إذن كل عودة للماضي تشكل بالنسبة للسرد استرجاعًا للوراء (استذكار) أي يحيلنا من خلاله على أحداث سابقة عن النقطة التي وصلت إليها القصة.

### وظيفة الاسترجاع
تتكئ الرواية على التلاعب الزمني بين الاسترجاع (الماضي) والحاضر (الآن) فهما تثيران في  نفس المتلقي المتعة والأنس كما تخلقان رؤية جديدة للحوادث.
وللاسترجاع وظائف ومقاصد جمالية هامة يؤديها في النص وهي كالتالي: سد الثغرات التي يخلفها السرد الحاضر من خلال إعطاء معلومات حول سوابق شخصية جديدة ولجت إلى عالم القصة أو عن حاضر الشخصية اختفت عن مسرح الأحداث ثم عادت للظهور، ومن الوظائف أيضًا الإشارة إلى أحداث سبق للسرد أن تركها جانبًا، أو العودة إلى أحداث سبقت إثارتها برسم التكرار الذي يفيد التذكير، ومن وظائف الاسترجاع تغيير دلالة بعض الأحداث الماضية بإعطاء دلالة لما لم تكن له دلالة في الأصل، أو سحب تأويل سابق واستبداله بتفسير جديد.